# The Pirates! In an Adventure with Scientists
The Pirates! In an Adventure with Scientists (lançado na América do Norte, na Austrália e na Nova Zelândia como The Pirates! Band of Misfits, no Brasil como Piratas Pirados! e em Portugal como Os Piratas!) é um filme de animação britânico-americano de 3D e stop motion, produzido pelo estúdio cinematográfico Aardman Animations em parceria com a Sony Pictures Animation. Foi dirigido por Peter Lord, que já havia dirigido A Fuga das Galinhas e Wallace & Gromit. A animação teve a sua distribuição feita pela Columbia Pictures e foi lançado em 28 de março de 2012 no Reino Unido, a 25 de abril em Portugal, em 27 de abril nos Estados Unidos e 11 de maio no Brasil. O filme conta com as vozes dos atores, Hugh Grant, Martin Freeman, David Tennant, Salma Hayek, Jeremy Piven e Imelda Staunton.
Foi baseado na série The Pirates! do escritor britânico Gideon Defoe. A produção é o 6º longa metragem da Sony Pictures Animation.

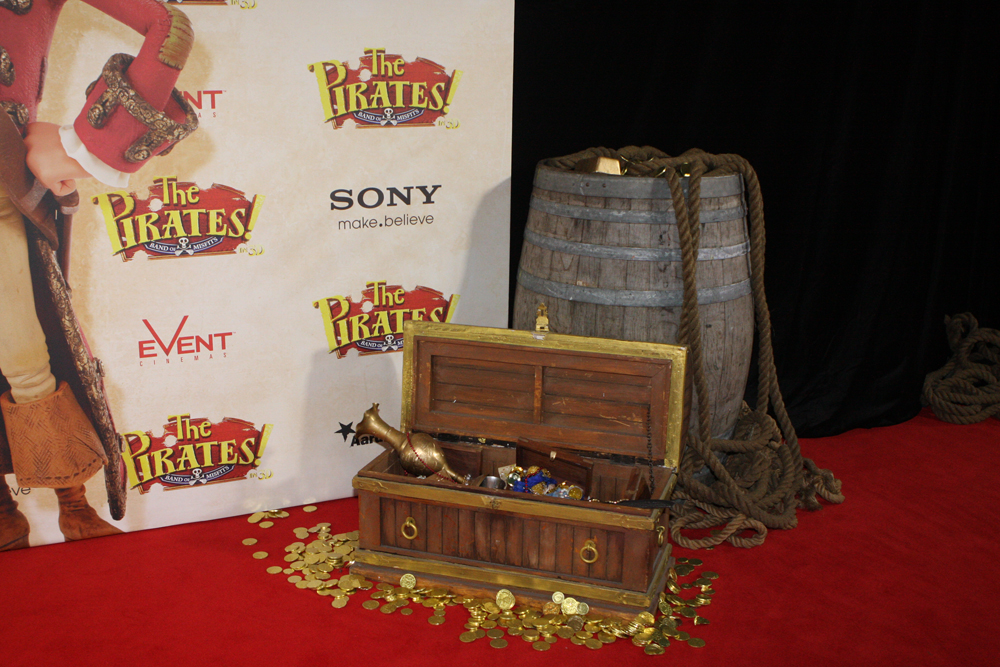
Pré-estreia do filme

## Enredo
O filme é ambientado no ano de 1837. O Capitão Pirata (Hugh Grant) tem um grande sonho: vencer o prêmio de "Pirata do Ano", e o vencedor é aquele que conseguir roubar mais. Mas ele tem grandes rivais nessa disputa, Black Bellamy (Jeremy Piven) e Liz Perigosa (Salma Hayek). Após várias tentativas frustradas de saquear navios, o Capitão Pirata acaba por conhecer Charles Darwin (David Tennant). Charles percebe que o papagaio do Capitão Pirata é na verdade um Dodô, um animal extinto. Ao descobrir que seu animal de estimação é raro, o Capitão percebe que essa descoberta lhe pode proporcionar glórias, ouros, prêmios e até a amizade da então Rainha Vitória (Imelda Staunton).

## Recepção
O filme já havia arrecadado mais de 31 milhões de dólares nos Estados Unidos e 92 milhões no mundo inteiro.